# Srdja Popovic
Srdja Popovic (Срђа Поповић en alphabet cyrillique serbe) est un activiste serbe né le 1er février 1973 à Belgrade, ancien dirigeant d'Otpor, cofondateur du mouvement CANVAS et auteur de Comment faire tomber un dictateur quand on est seul, tout petit, et sans armes.

## Biographie
Srdja est né dans une famille de journalistes. Son père et sa mère travaillent pour la télévision nationale yougoslave.
Il étudie la biologie marine à l'université de Belgrade.
Il commence une carrière dans la musique avec deux albums et quelques concerts. Il s’enrôle dans le parti démocrate en 1991, lors des manifestations contre le régime de Slobodan Milošević. En 1996, il est élu à l’assemblée municipale de Belgrade. Il participe aux manifestations de l’hiver 1996-1997 (en).
Fin octobre 1998, il fonde Otpor, avec une quinzaine d’autres amis, en lutte contre le régime de Slobodan Milošević.
Après la révolution qui a poussé Slobodan Milošević à la démission en 2000, Srdja Popovic devient membre de l'Assemblée nationale serbe  Il est ensuite conseiller du premier ministre Zoran Đinđić, puis membre du cabinet du ministre de l’Économie et conseiller auprès du vice-premier ministre.
II tente de transformer l'organisation Otpor en parti mais les élections parlementaires de 2003 tournent au fiasco : il n'obtient que 1,6 % des voix.
Selon les documents de Wikileaks de 2013, il aurait été employé par la firme de renseignement américaine Stratfor.
Il dirige le CANVAS, financé par l'International Republican Institute, Freedom House et l'Open Society Institute. L'organisation propose son savoir-faire dans une cinquantaine de pays, dont la Géorgie, la Biélorussie, la Russie, l'Ukraine, l'Iran, le Zimbabwe, le Vietnam ou encore le Venezuela. Ces formations sont généralement organisées dans de grands hôtels des pays voisins pour des raisons de sécurité. L'organisation est convaincue qu'il n'existe pas de révolution spontanée réussie et que tout se joue dans la planification et les tactiques employées. Sa méthode se décline en quatre phases : analyse de la situation, conception de l'opération, l’exécution, et enfin les aspects techniques tels que la logistique et la communication.
Il se décrit comme proche de l'opposant vénézuélien Juan Guaidó, qui s'est proclamé président du pays en janvier 2019 : « Évidemment que je ferai tout ce qui est en mon pouvoir pour l'aider à se battre contre un régime que même l'armée ne parvient plus à protéger de ses propres citoyens. » Plusieurs membres de l'équipe de Guaidó ont suivi une formation en Serbie en 2007.
Il intervient dans les universités américaines, notamment un cours en ligne à l'université Harvard. Il est élu en 2017 recteur de l'université de St Andrews, au Royaume-Uni. Il donne également une conférence annuelle à l'Académie des forces aériennes des États-Unis. Il est cité en 2014 par le Forum économique mondial de Davos comme étant l'un des « jeunes dirigeants planétaires » (Young Global Leaders); et la revue américaine Foreign Policy le situe parmi les « cent plus grands penseurs de la planète ».